# Sarafinești
Sarafinești es una localidad rumana de la comuna de Corni, en el condado de Botoșani.

## Historia
Hacia comienzos del siglo XX la localidad, que ya por entonces pertenecía al condado de Botoșani, formaba parte de la comuna de Corni y tenía contabilizada una población de 902 habitantes.
En la segunda mitad del siglo XX seguía formando parte de la comuna de Corni. En el censo de 2021 la localidad tenía una población de 1227 habitantes.